# Écurat
Écurat település Franciaországban, Charente-Maritime megyében. Lakosainak száma 445 fő (2022. január 1.). Écurat Plassay, Port-d’Envaux, Saint-Georges-des-Coteaux és Saintes községekkel határos.

## Népesség
A település népességének változása:
| Lakosok száma | 212  | 222  | 291  | 425  | 488  | 471  | 471  | 459  | 453  | 445  |
|               | 1968 | 1982 | 1990 | 2006 | 2013 | 2015 | 2017 | 2019 | 2020 | 2022 |